# Arcwaberd
Arcwaberd – wieś w Armenii, w prowincji Tawusz. W 2011 roku liczyła 2847 mieszkańców.